# Extremadura Avante
Extremadura Avante, S.L.U. es una sociedad limitada unipersonal que nace el 31 de diciembre de 2010, con la entrada en vigor de la Ley 20/2010, de Concentración Empresarial Pública en la comunidad autónoma de Extremadura. Los objetivos principales de Extremadura Avante son: 
- El servicio a los empresarios y al resto de agentes económicos que contribuyan al desarrollo económico y social de Extremadura.
- El acompañamiento a la Junta de Extremadura para la ejecución de su política empresarial.

Extremadura Avante presta servicio a los empresarios individuales, a las sociedades mercantiles, incluidas las sociedades cooperativas y a cualquier otro operador económico que participe en el mercado, poniendo a su disposición productos o prestando servicios, orientados al desarrollo empresarial y estratégico de nuestra Región.
Las actuaciones de Extremadura Avante pueden desarrollarse en todos los sectores económicos incluidos el comercial, industrial, servicios, agrícola, ganadero, minero y forestal.
El apoyo de Extremadura Avante a las empresas se enmarca en cinco bloques materiales: financiación, innovación, comercialización e internacionalización, dotación de infraestructura y promoción y formación.
En octubre de 2017 el consejo de Gobierno de la Junta de Extremadura autorizó la absorción de Sociedad de Fomento Industrial de Extremadura, S.A.U. (Sofiex) por Extremadura Avante S.L.U.